# كأس السوبر المصري 2010
كأس السوبر المصري 2010 هو النسخة العاشرة من بطولة كأس السوبر المصري، وهي بطولة تقام سنويًا بين بطل الدوري المصري الممتاز وبطل كأس مصر في آخر موسم للبطولتين. فاز الأهلي (بطل الدوري) على حرس الحدود (بطل الكأس) بنتيجة 1-0، أحرز الأهلي بذلك لقبه السادس.

## المباراة
| الأهلي             | 1–0   | حرس الحدود |
| ------------------ | ----- | ---------- |
| محمد أبو تريكة 61' | تقرير |            |